# Amphoe Thung Yang Daeng
Amphoe Thung Yang Daeng (thailändisch อำเภอ ทุ่งยางแดง) ist ein Landkreis (Amphoe – Verwaltungs-Distrikt) in der Provinz Pattani Die Provinz Pattani liegt im Südosten der Südregion von Thailand am Golf von Thailand.

## Geographie
Benachbarte Landkreise und Gebiete sind (von Süden im Uhrzeigersinn): Amphoe Raman der Provinz Yala sowie die Amphoe Yarang, Mayo, Sai Buri und Kapho in der Provinz Pattani.
Teile des Waldparks Prasat Nang Phomhom (วนอุทยานปราสาทนางผมหอม, Prasat Nang Phomhom Forest Park) liegen im Nordosten des Landkreises. Ein kleiner Wasserfall im Park ist am besten im November und Dezember zu besuchen.

## Geschichte
Thung Yang Daeng wurde am 16. Mai 1977 zunächst als Unterbezirk (King Amphoe) eingerichtet, indem vier Tambon vom Amphoe Mayo abgetrennt wurden.
Am 4. Juli 1994 bekam Thung Yang Daeng den vollen Amphoe-Status.

## Verwaltung

### Provinzverwaltung
Amphoe Thung Yang Daeng ist in vier Unterbezirke (Tambon) eingeteilt, welche weiter in 22 Dorfgemeinschaften (Muban) unterteilt sind.
| Nr. | Name       | Thai       | Dörfer | Einw. |
| --- | ---------- | ---------- | ------ | ----- |
| 1.  | Talo Maena | ตะโละแมะนา | 4      | 3.430 |
| 2.  | Phithen    | พิเทน       | 7      | 7.972 |
| 3.  | Nam Dam    | น้ำดำ       | 4      | 3.557 |
| 4.  | Paku       | ปากู        | 7      | 7.159 |

### Lokalverwaltung
Jeder der vier Tambon des Amphoe Thung Yang Daeng wird von einer  „Tambon-Verwaltungsorganisation“ (TAO, องค์การบริหารส่วนตำบล) verwaltet.